# アクリル繊維
アクリル繊維（アクリルせんい）とは、アクリロニトリルを主原材料とした合成繊維（ポリアクリロニトリル）のこと。

## 概要

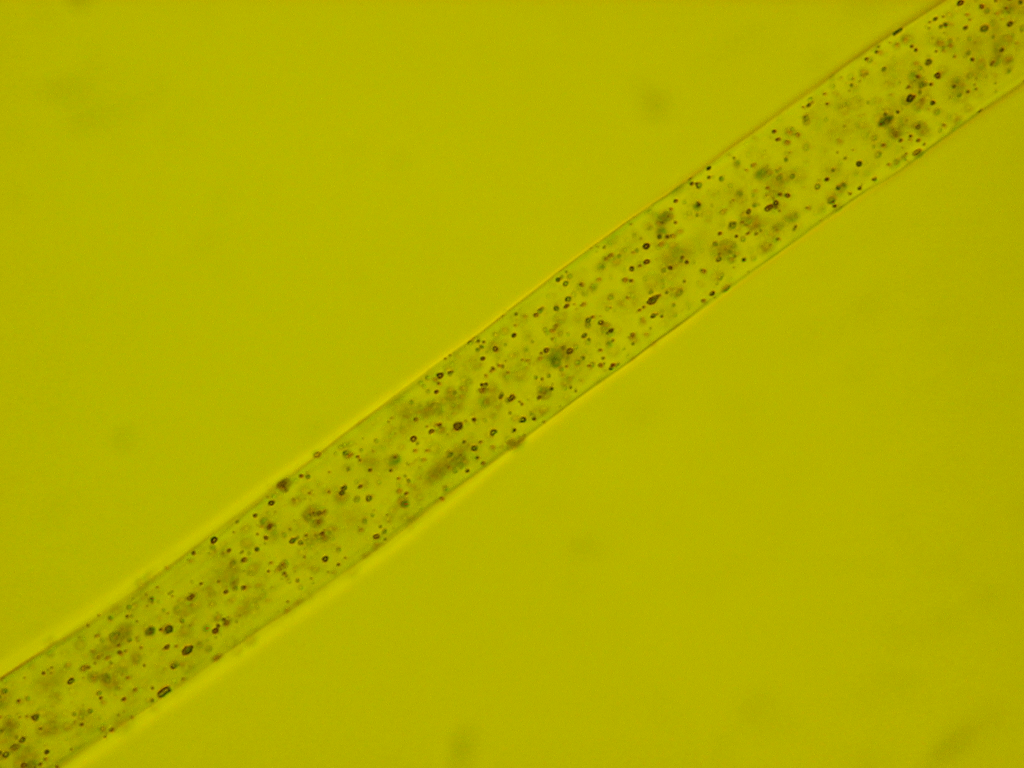
アクリル繊維

アクリル繊維は、アクリロニトリルを溶剤に溶かしてノズルから押し出し紡糸する、溶液紡糸法で作られる化学繊維である。一方、アクリロニトリルと塩化ビニルを6：4の比率で共重合させたポリアクリロニトリル・ポリ塩化ビニルを紡糸したものもあり、アクリル系繊維(Modacrylic Fiber)と呼ばれ区別される。なお、アクリル樹脂はメタクリル酸メチルを主成分としており、「アクリル」の名が含まれるが別物である。
アクリル繊維は、カチオン染料による染色性に優れ合成繊維の中では最も鮮明に染めることができる、酸やアルカリなどの薬品に強い、太陽光による劣化や雨水など対する耐候性に優れる、などの特徴がある。羊毛に似せて科学的に作られたので、かさ高く、柔らかい風合いに特徴があり、主にステープルファイバー（短繊維）として使用される。熱を加えると縮みやすいことから、収縮させたアクリル繊維と通常のアクリル繊維を混紡したハイバルキー糸を使用したセーターなどのニット製品や、毛糸、毛布、カーペットの製造に多く使われる。
アクリル系繊維は一般的な特徴はアクリル繊維と同じだが、難燃性がある点が異なり、防炎カーテンなどの難燃インテリア素材として使われている。アパレル素材以外の用途では、光ファイバーやPAN系炭素繊維に用いられる。
1950年にデュポン社が初めて工業生産を開始。比較的簡単な技術で生産が可能なことから、中国など第三国への技術移転が進み生産量も増加傾向にある。反面、日本を含めた先進国では生産が減少傾向であり、2002年には、日本で初めて国産技術によるアクリル繊維を製造した旭化成が市場から撤退するなど、ビジネス面ではコスト競争で厳しい環境に置かれている。
2014年現在、日本国内で製造される化学繊維のうち、アクリル繊維・アクリル系繊維は14パーセントの割合を占めている。